# Harald Heinrich
Harald Heinrich es un deportista de la RDA que compitió en piragüismo en la modalidad de eslalon. Ganó dos medallas en el Campeonato Mundial de Piragüismo en Eslalon de 1975, plata en C1 por equipos y bronce en C1 individual.

## Palmarés internacional
| Campeonato Mundial | Campeonato Mundial  | Campeonato Mundial | Campeonato Mundial |
| Año                | Lugar               | Medalla            | Competición        |
| ------------------ | ------------------- | ------------------ | ------------------ |
| 1975               | Skopie (Yugoslavia) | Medalla de plata   | C1 por equipos     |
| 1975               | Skopie (Yugoslavia) | Medalla de bronce  | C1 individual      |